# Cosacchi del Kuban'

Bandiera dei Cosacchi del Kuban'

I Cosacchi del Kuban' (in russo Кубанские кaзаки?, Kubanskie kаzaki) o Kubancy (кубанцы) sono i Cosacchi che vivono nella regione del Kuban', in Russia.

## Storia

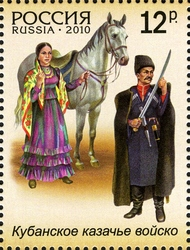
Cosacchi del Kuban', francobollo russo, 2010

Benché vivano nel nord-ovest del Caucaso, i Cosacchi del Kuban' sono i cosacchi ucraini discendenti degli Zaporoghi, trasferiti da Caterina II dalle rive del fiume Dnepr verso il delta del Danubio nel 1775, poi, dopo la guerra russo-turca (1787-1792), ricompensati per i loro servigi, nel 1793, con le terre del Kuban' (sotto il nome di Cosacchi del mar Nero). I Cosacchi occupavano inizialmente la regione di Taman' e la riva destra del fiume Kuban', ma, a partire dal 1830, si installarono anche sulla riva sinistra.
La missione dei cosacchi, chiamati allora Cosacchi del Mar Nero, fu quella di difendere le vie di comunicazione dell'Impero, contenere le popolazioni turcomanne ed affermare le pretese russe sui territori conquistati all'Impero ottomano.
I Cosacchi di linea e quelli del Mar Nero furono riuniti nel 1860, nella regione militare dei Cosacchi del Kuban' (Кубанское казачье войско), che esistette fino al 1918 sotto il nome di oblast' del Kuban'.

### Guerra civile russa
Durante la guerra civile russa, la regione del Kuban' fu teatro di scontri tra le armate bianche e quelle rosse.
La Repubblica Popolare del Kuban' combatté a fianco dei bianchi e scomparve dopo la vittoria sovietica. Negli anni che seguirono, la repressione dei cosacchi da parte del nuovo governo fece pagare un pesante tributo ai cosacchi del Kuban'.

### Seconda guerra mondiale

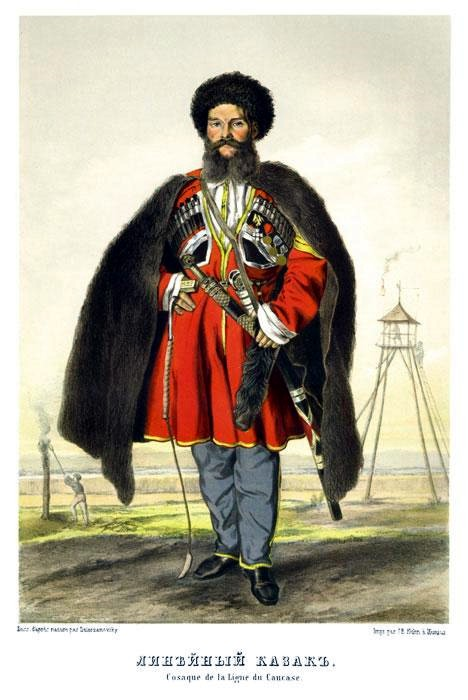
Cosacco di linea, 1862.

Durante la seconda guerra mondiale, truppe dei Cosacchi del Kuban' combatterono sia nell'Armata Rossa sia con la Wehrmacht (sotto il comando del generale Andrej Škuro).

### Epoca moderna
Dopo la dissoluzione dell'Unione Sovietica, i cosacchi del Kuban' si riformarono come unità paramilitare. Essi parteciparono a diversi conflitti armati, in Ossezia del Sud, in Abcasia ed in Transnistria. Sono entrati a far parte delle unità BARS 1 e 16 durante l'invasione russa dell'Ucraina del 2022.

## Cultura
I cosacchi del Kuban', nella loro cultura, uniscono elementi di origine russo-ucraina e prestiti dalla genti delle montagne vicine. La loro uniforme tipica si compone di un caffettano circasso (čerkeska o čocha) con un pugnale, una spada (šaška) e un cappuccio di lana (bašlyk) nello stile caucasico, così come la danza Lezginka, tradizionale sia per i cosacchi del Kuban' sia per i popoli del Caucaso settentrionale.
Il Coro dei cosacchi del Kuban' (Кубанский Казачий Хор) è un complesso corale, di musica tradizionale, famoso nel mondo, che ha celebrato il suo 200º anniversario nel 2012. Attualmente è guidato da Viktor Zacharčenko.